# Научно-исследовательский центр систем управления ВВС
Научно-исследовательский центр систем управления ВВС (известен также под наименованием в/ч 19161, НИЦ СУ ВВС) — Научно-исследовательский центр систем управления ВВС 30-го Центрального научно-исследовательского института Министерства обороны РФ, представляет собой центр полунатурного моделирования пилотируемых летательных аппаратов на базе аналого-цифровых комплексов и технической аппаратуры.

## География
НИЦ СУ ВВС располагается на территории Богородского округа Московской области, в лесном массиве к северу от города Ногинска изначально вне его городской черты.

## История
Центр начинает свою историю с созданного во второй половине 1930-х годов в пригороде Ногинска научно-испытательного полигона авиационного вооружения (НИП АВ ВВС), предназначенного для испытания авиаснарядов, отработки тактики, и составления рекомендаций по применению новой боевой техники.
Комплекс включал в себя аэродром, административно-хозяйственный блок, территорию натурного испытания вооружения, хозяйственно-жилой блок, развитое энергетическое и транспортное обеспечение.
Во время Великой Отечественной войны в подразделении велась не только испытательная работа, но и подготовка авиаотрядов, с аэродрома выполнялись и боевые вылеты (например 1 ТБАП, отдельные полки 23 ТБАД)
В 1956-м году в соответствии с приказом министра обороны СССР от 28 марта на базе полигона был создан вычислительный центр ВВС ВЦ-3. В его состав входило 8 научных отделов, возглавляемых докторами и кандидатами технических наук:
- комплексов автоматизированного управления действиями авиации;
- комплексов технических средств управления авиацией;
- электронно-вычислительных машин для авиационных комплексов;
- автоматизации средств боевой подготовки;
- автоматического и физического моделирования;
- программирования;
- электронных цифровых вычислительных машин;
- средств малой механизации вычислительных работ.

ВЦ-3 был оснащён аналоговой и цифровой вычислительной техникой и к 1960 году стал центром полунатурного моделирования пилотируемых летательных аппаратов (ЛА) на базе аналого-цифровых комплексов и реальной бортовой аппаратуры ЛА. Первый начальник ВЦ-3 генерал-майор авиации Зелик Аронович Иоффе, прошедший сквозь суровые годы испанской и Великой Отечественной войны, сплотил активный коллектив учёных и инженеров.
В январе 1961 года в соответствии с постановлением Правительства был образован 30 ЦНИИ ВВС в посёлке городского типа Чкаловское (г. Щёлково), а ВЦ-3 приобрёл статус одного из его научных управлений — 5-го управления 30 ЦНИИ (войсковая часть 19161).
В последующие годы в/ч 19161 расширила тематику своих работ, в частности на область использования космоса:
- исследования в режимах маневренного орбитального полёта космических аппаратов на этапе спуска;
- разработан тренажёр для отработки процесса стыковки космических кораблей (для ознакомления с работой тренажёра НИЦ СУ ВВС посещал С. П. Королёв); в 1964 году тренажёр был передан в Центр подготовки космонавтов (ЦПК);
- создан полномасштабный тренажёр «Волга» для космических летательных аппаратов (также передан в ЦПК, применялся для подготовки программы Союз — Аполлон);
- создан комплекс полунатурного моделирования орбитального самолёта — прототипа орбитального аппарата «Буран»

Для Военно-морского флота в в/ч 19161 были созданы полунатурные модели комплексов для противолодочного обнаружения с самолётов Ил-38 с прицельно-пилотажной системой «Беркут» и с Ту-142 с прицельно-пилотажной системой «Беркут-М».
Для ВВС на комплексе полунатурного моделирования самолёта Су-24 было подготовлено более 200 лётчиков; подготовлено более 150 операторов АСУ для военной авиации.
Характер международной обстановки 60-х годов на первое место выдвинул задачу автоматизации управления стратегическими силами. В связи с этим в 1968 году была задана разработка автоматизированной системы управления войсками, в рамках которой разрабатывалась подсистема ВВС. Развёртывание крупномасштабных работ по созданию АСУ ВВС в 70-е годы потребовало переориентации исследований в в/ч 19161. С этой целью в составе части были сформированы отделы по разработке информационного, лингвистического, специального математического обеспечения, а также по исследованию вопросов в области наземной связи в интересах автоматизированного управления авиацией.
Командование ВВС в этот период, уделяя пристальное внимание работам по автоматизации систем управления войсками, приняло необходимые меры по укреплению материально-технической базы и увеличению численности сотрудников в/ч 19161. В 1974 году был образован 155 экспериментально-исследовательский командный пункт автоматизированного управления (155 ЭИКП АУ) (войсковая часть 40808), расположенный в машинном корпусе в/ч 19161. 155 ЭИКП АУ являлся местом прохождения практики для сотен слушателей Военно-воздушной академии имени Ю. А. Гагарина, Военно-воздушной инженерной академии имени Н. Е. Жуковского и курсантов Киевского высшего военного авиационного инженерного училища и Харьковского высшего военного авиационного училища радиоэлектроники.
С целью расширения фронта научных исследований в области автоматизации управления ВВС в 1998 году в соответствии с Директивой первого заместителя Начальника Генерального штаба ВС РФ войсковая часть 19161 была преобразована в Научно-исследовательский центр систем управления ВВС (НИЦ СУ ВВС) 30 ЦНИИ МО РФ.
За годы существования НИЦ СУ ВВС в нём защищены свыше 20 кандидатских диссертаций, командир НИЦ СУ ВВС в период 1990—1997 полковник Иван Найдёнов защитил докторскую диссертацию.
В НИЦ СУ ВВС имеется музей истории части.
С 1 декабря 2010 г. — 6 НИУ НИЦ АТ и В 4 ЦНИИ Минобороны России.

## Личный состав НИЦ СУ ВВС
- Начальник НИЦ СУ ВВС — полковник Виталий Петухов;
- Заместитель начальника НИЦ СУ ВВС — полковник Сергей Бартюк.

В НИЦ СУ ВВС нет солдат срочной службы; здесь служат офицеры, а также гражданские научные сотрудники. В НИЦ СУ ВВС ведётся подготовка научных кадров.